# Mariaelena Roqué
Mariaelena Roqué (Tarragona, 1952) és una artista multidisciplinària catalana-veneçolana formada a Veneçuela, els Estats Units i altres països sud-americans. Escenògrafa, performer i creadora audiovisual. Entre 1985 i 2010 formà part de la Companyia de Carles Santos, als muntatges del qual contribuí amb escenografia, vestuari i performances. L'any 1997 rebé el premi Aplaudiments, atorgat pel FAD (Foment de les Arts i el Disseny).

## Biografia
Quan tenia un any va emigrar de Tarragona a Caracas amb els seus pares. Va créixer a Veneçuela, fent diverses estades a Tarragona per conèixer la família i familiaritzar-se amb la llengua i cultura catalanes. A la Universitat de Caracas UCAB va estudiar dansa i psicologia. Després va viatjar pels Estats Units, Europa, Marroc i visqué uns anys a les Filipines on tenia arrels familiars. Treballava en art d'acció, dansa, fotografia i cinema experimental.
Cap a 1982 s'instal·là a Catalunya i entrà en contacte amb artistes catalans conceptuals com ara els membres del Grup de Treball. El 1995 va cofundar la Companyia Carles Santos dins la qual va crear elements escenogràfics i vestuaris. Va ser sòcia, col·laboradora i parella del músic durant més de vint anys, actuant en la part visual d'òperes i espectacles, amb actuacions performatives i acccions conjuntes. El 2010 hi ha un allunyament de Carles Santos i comença una nova etapa centrada en la creació personal autònoma i en l'organització d'exposicions individuals que ja havia iniciat amb una retrospectiva al Museu de la Indumentària de Barcelona el 2006.
Ha treballat en docència no formal, entorn del disseny de vestuari i la creativitat multidisciplinària. Ha impartit classes magistrals i tallers a l'Institut del Teatre de Barcelona, l'Espai d'Art Contemporani de Castelló, el Museu Picasso de Barcelona, el Teatre Nacional de Catalunya, el Centre d'Art Lo Pati d'Amposta.

## Trajectòria artística
Va començar la seva carrera l'any 1969 a Veneçuela, centrada en la dansa, l'art visual experimental, el cinema i la fotografia. L'obra, conceptual i acumulativa es generava en l'escena teatral i en l'art d'acció. Des dels primers treballs va fer servir els vestits com a eina expressiva i els va convertir en un eix de l'obra plàstica i teatral. Entre 1968 i 1985 va treballar entre Filipines i Catalunya, en sèries fotogràfiques, performances i cinema en super8. Col·laborava amb Wahoo Guerrero, Xavier Gil. Maria Fernanda Maragall, Carles Santos i d'altres. El 1995 neix la Companyia Carles Santos on actua com a directora artística. Va treballar en óperes i espectacles com: Arganchula (1986), Despulles inoxidables (1987), La pantera imperial (1997-2010), Ricardo i Elena (2000), L'adeu de Lucrècia Borja (2001), Lisístrata (2003), La meua filla soc jo (2005), Brossalobrossot de Brossat (2008), entre d'altres.
Un element que distingeix el seu treball escenogràfic és la importància que dona a la moda en el teatre. La moda és un mirall del seu temps i un llenguatge que Mariaelena Roqué utilitza i contradiu alhora per explicar la modernitat dels seus vestits. Els espectacles tenen referències al món de la moda, tant passada com contemporània; traspassa èpoques, estils i funcions; són vestits «de veritat», no disfresses i perduren en el temps. Estan fets amb materials sòlids, experimentals i són transgressors en les formes. En els espectacles, els vestits es construeixen i deconstrueixen al ritme de l'obra i crea elements que pot adaptar o transformar per a altres creacions.

## Exposicions i actuacions
Mariaelena Roqué ha fet actuacions, fotografies i exposicions durant totes les etapes de la seva carrera professional. Destaquen accions com: «El vestido personaje», dins el postgrau Fashion & Dessing: Creatividad y Tendencias, Elisava. Barcelona, 2010-2011. «Donallunarembiaix». Performance a la Quadriennal Scenofest, Praga (República Xeca), juny 2011. «Despulles il·luminades», Museu de l'Estampació de Premià de Mar. Exposició en residència, 2011- 2013. «Encuentro de Arte Corporal». Caracas. Novembre, 2011. «Àpat Kanibal» i «Autoretratsretratats», amb els fotògrafs Joan Gil i Josep Borrell Garciapons, al Centre d'Art Lo Pati. Amposta, 2014-2015. «Costume at the retorun of the century, 1990-2015». University of North Carolina, Asheville, USA, agost - setembre 2016. Actuació al Museu de l'estampació de Premià de Mar, dins el col·loqui «Art, Creació i Salut mental», novembre 2016. Performance personal a «Innovative Costume of the 21 Century», Brakhrushin Museu de Moscou. Juliol 2019.
Entre les exposicions més importants: «Despulles inoxidables (Roni)». Espai 13, Fundació Joan Miró. Barcelona, 1997. «Mariaelena Roqué desvesteix Carles Santos». Museu Tèxtil i de la Indumentària de Barcelona. Juny 2006. En aquesta exposició de 80 vestits, fets per a les òperes de Carles Santos, es va constatar la importància de la seva aportació a la CCS. «Sous le Signe d'Eros», exposició de 150 vestits d'escena al Musée des Tissus de Lyon, França, abril - setembre 2010, mostra seguida per la participació en el certamen internacional "Les Insolites" a Moulins, França. Els darrers anys, cal remarcar les exhibicions «Despulles despullades», Institut del Teatre de Barcelona, 2014 - 2015. i «Vestir i desvestir cuerpos». Centre d'Art La Panera. Lleida, febrer - maig 2016.

## Premis
- Primer Premi de Curtmetratges de Veneçuela per Piedraperla, 1985.[4]
- Premis de la Crítica de les Arts Escèniques de Barcelona pel vestuari de Figasantos-Fagotrop, 1996[19]
- Premis de la Crítica de les Arts Escèniques de Barcelona per l'escenografia de Ricardo i Elena, ópera de Carles Santos, 2000[19]
- Premi FAD - Sebastià Gasch. Barcelona, 2007[1]
- Premi Crítica Serra d'Or de Teatre, 2010[20]